# Kai-Uwe Kohlschmidt
Kai-Uwe Kohlschmidt (* 1968 in Leipzig) ist ein deutscher Autor und Regisseur. Er ist Sänger und Gitarrist der Band Sandow sowie Komponist von Filmmusik.

## Leben und Wirken
Kohlschmidt wurde als Sohn des Historikers Siegfried Kohlschmidt und der Puppenspielerin Martina Kohlschmidt geboren und wuchs in Cottbus auf. Nach seiner Instrumentalausbildung am dortigen Institut für Instrumental- und Gesangspädagogik (IGP) gründete er 1982 als Sänger mit dem Musiker Chris Hinze die Band Sandow; einer ihrer Songs ist Born in the G.D.R.
Seit 1996 wirkt Kohlschmidt als Komponist von Filmmusik, darunter zahlreiche Filme der Reihen Tatort und Polizeiruf 110.
Seit 2007 arbeitet Kohlschmidt als Autor und Regisseur für Hörspiel und Radiofeature.
Seit 2020 betätigt sich Kohlschmidt auch als Regisseur und Autor für Dokumentarfilm.
Er lebt und arbeitet im Spreewald. Verheiratet ist er mit der Schauspielerin und Sängerin Momo Kohlschmidt. Mit ihr gründete er im Jahr 2000 die Band Ozeancity.

## Filmografie (Auswahl)
Filmografie als Komponist
- 2000: Conamara
- 2002: Pigs Will Fly
- 2005: Im Schwitzkasten
- ab 2005: Polizeiruf 110 (Fernsehreihe)
  - 2005:  Die Prüfung
  - 2007:  Jenseits
  - 2009:  Schweineleben
  - 2010:  Einer von uns
  - 2011:  Feindbild
  - 2012:  Stillschweigen
  - 2014:  Familiensache
  - 2015:  Wendemanöver
  - 2017:  Muttertag
  - 2017:  Einer für alle
  - 2018:  Für Janina
  - 2020:  Der Tag wird kommen
  - 2022:  Keiner von uns
  - 2022:  Hildes Erbe
- 2006: Maria am Wasser
- 2007: Hochzeit um jeden Preis
- 2009–2020: Tatort (Fernsehreihe)
  - 2009:  Altlasten
  - 2012:  Borowski und der freie Fall
  - 2020:  Tschill Out
- 2019: Der Sommer nach dem Abitur

als Regisseur und Autor
- 2020: Leichhardts letztes Rätsel[12]
- 2023: Detzman walking[13]
- 2024: Lenin – Weg in den Terror (gemeinsam mit Lutz Rentner)[14]